# 데아크 페렌츠 (정치인)

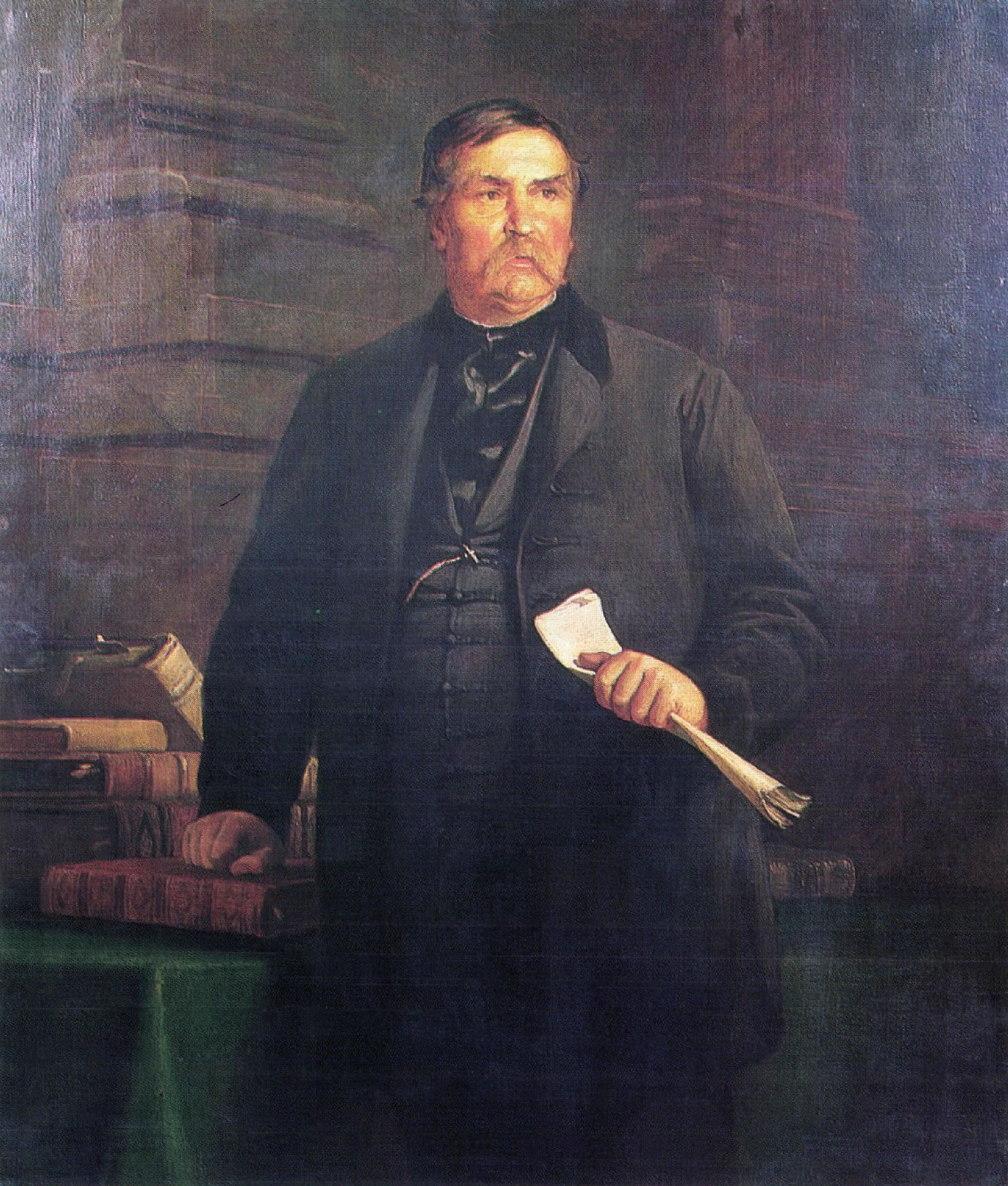
데아크 페렌츠

데아크 페렌츠(헝가리어: Deák Ferenc, 1803년 10월 17일 ~ 1876년 1월 28일)은 헝가리의 정치인이었다. 법무부 장관을 역임했었다. 그는 "국민의 현명한 사람"으로 알려졌으며 헝가리 자유주의 운동의 가장 위대한 인물 중 한 명이었다.
4월법의 통과와 지지, 1867년 오스트리아-헝가리 타협, 1868년 헝가리 국적법을 포함한 헝가리 역사의 여러 주요 사건에 중요한 기여를 했다. 그는 일반적으로 개혁 정책을 지지했지만 그의 경력 전반에 걸쳐 다양한 극단주의 정치 세력 간에 합리적인 중간적 타협안을 찾고 협상한 공로로 잘 알려져 있다.